# Họ Địa nhãn
Rafflesiaceae là một họ thực vật ký sinh, được tìm thấy trong khu vực Đông và Đông Nam Á, bao gồm Rafflesia arnoldii, loài cây có hoa lớn nhất trong số các loài thực vật. Hiện tại vẫn chưa có tên gọi bằng tiếng Việt cho họ này. Tên tiếng Trung của nó là 大花草 (đại hoa thảo).
Rafflesiaceae đã từng được coi là họ không đặt vào nhánh nào trong hệ thống APG II, trong khi các tác giả khác lại đặt nó vào trong bộ Rafflesiales cùng với một vài họ thực vật ký sinh khác. Các nghiên cứu gần đây đặt họ này (theo định nghĩa hẹp) vào trong bộ Sơ ri (Malpighiales) (Barkman và ctv.., 2004), cũng như không coi các họ khác của bộ Rafflesiales là có quan hệ họ hàng nữa (Nickrent và ctv.., 2004).
Họ này theo nghĩa rộng (sensu lato) theo truyền thống bao gồm 9 chi, với khoảng 50 loài.
Các chi
- Apodanthes
- Bdallophyton
- Berlinianche
- Cytinus

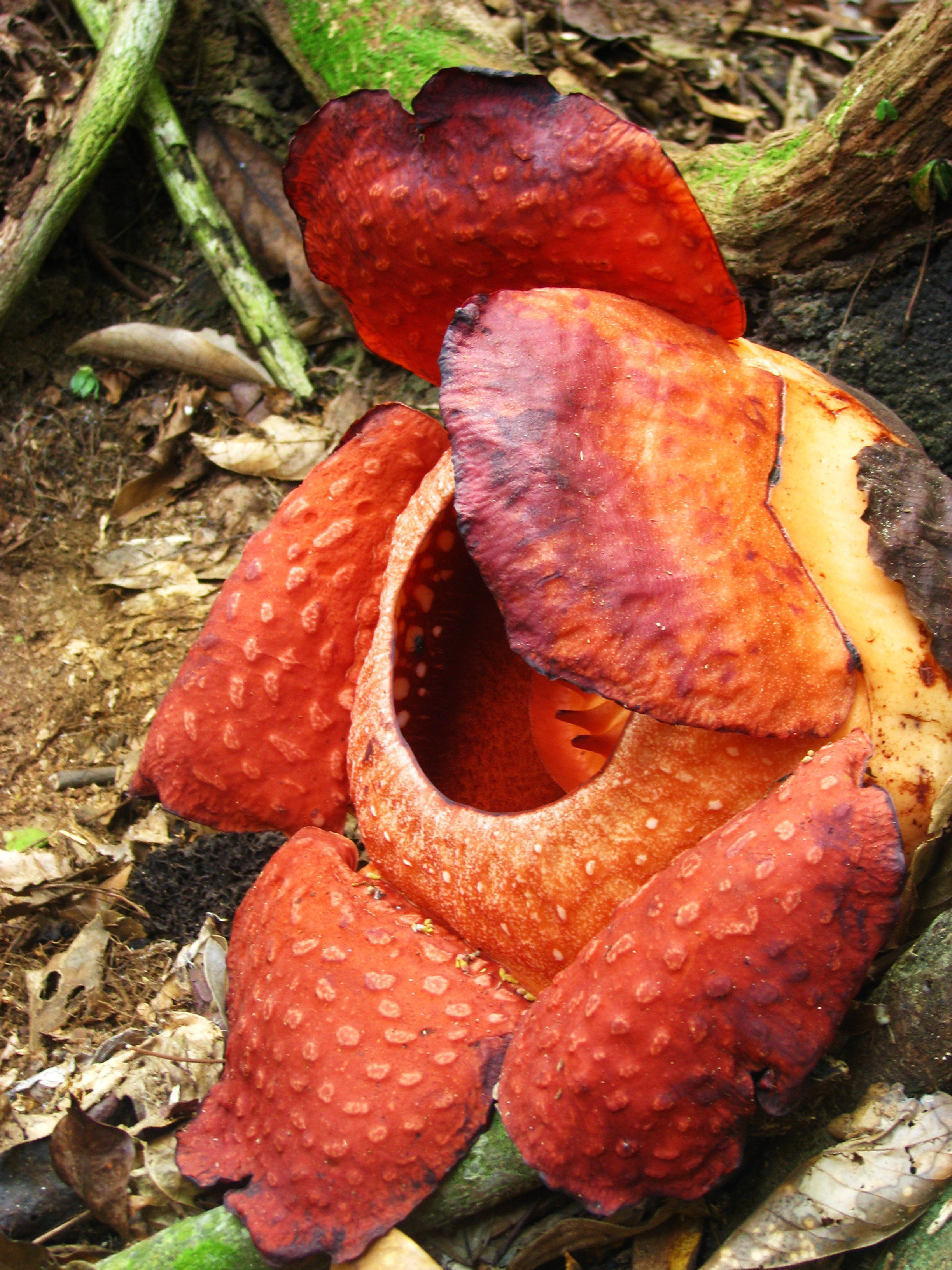
Rafflesia tuan-mudae (hoa xác thối) thuộc chi Rafflesia.Những bông hoa khổng lồ có thể đạt đường kính hơn 1 m

- Mitrastemon (bao gồm cả Mitrastemma)
- Pilostyles
- Rafflesia
- Rhizanthes (bao gồm cả Brugmansia)
- Sapria

Các hệ thống phân loại khác nhau cũng sắp xếp họ này rất khác nhau, với một số tác giả đặt các chi khác nhau trong họ của chính chúng (Meijer, 1997). Các công trình phân loại học gần đây coi họ Rafflesiaceae như là họ được hiểu theo nghĩa rộng (Rafflesiaceae sensu lato) với 4 tông, lần đầu tiên được Harms (1935) công nhận và sau đó được Takhtajan và ctv. (1985) ủng hộ.
Các tông
- Rafflesieae: Rafflesia, Rhizanthes, Sapria
- Apodantheae: Apodanthes, Pilosytles

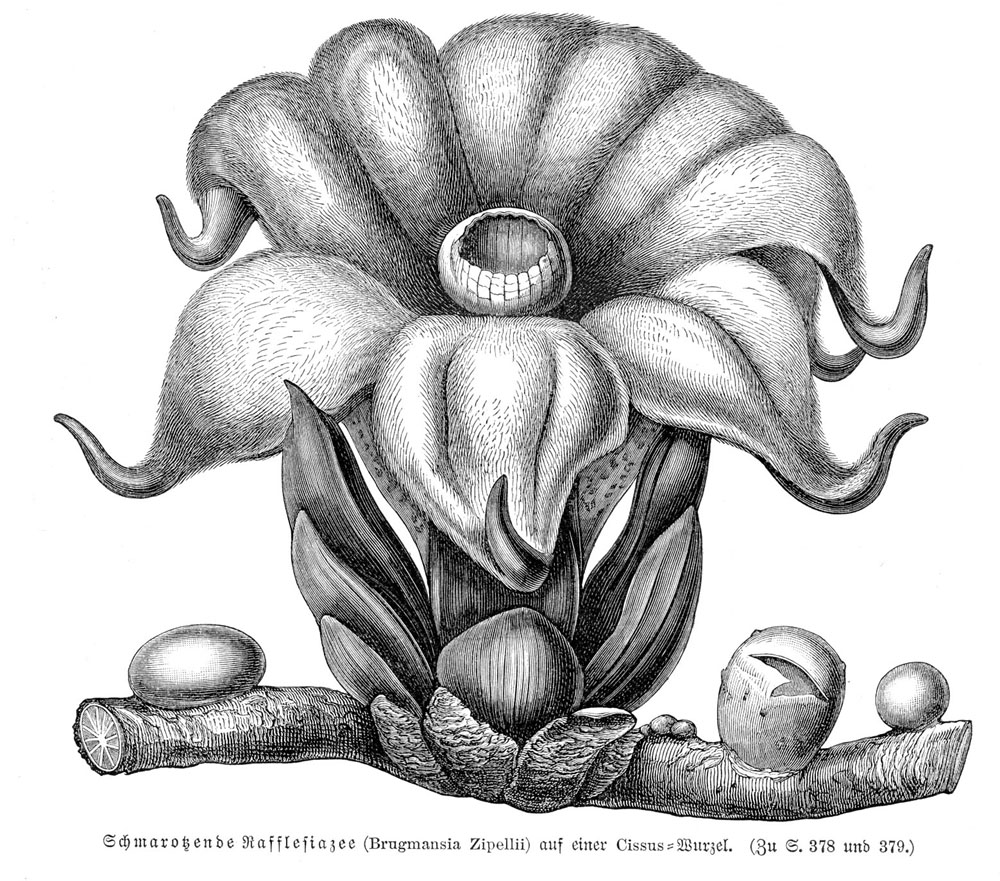
Minh họa họ Rafflesiaceae trong Der Bau und die Eigenschaften der Pflanzen (1913).

- Cytineae: Bdallophyton, Cytinus
- Mitrastemeae: Mitrastemon

## Quan hệ
Các nghiên cứu gần đây cho thấy họ Rafflesiaceae theo định nghĩa truyền thống là đa ngành, do vậy họ Rafflesiaceae bị giới hạn chỉ gồm các chi Rafflesia, Rhizanthes và Sapria. Các chi khác được chuyển sang các họ như: Apodanthaceae (Apodanthes, Berlinianche, Pilostyles), Cytinaceae (Bdallophyton, Cytinus) và Mitrastemonaceae (Mitrastemon) (Nickrent và ctv., 2004), phù hợp với khái niệm của Harms và Takhtajan và ctv..

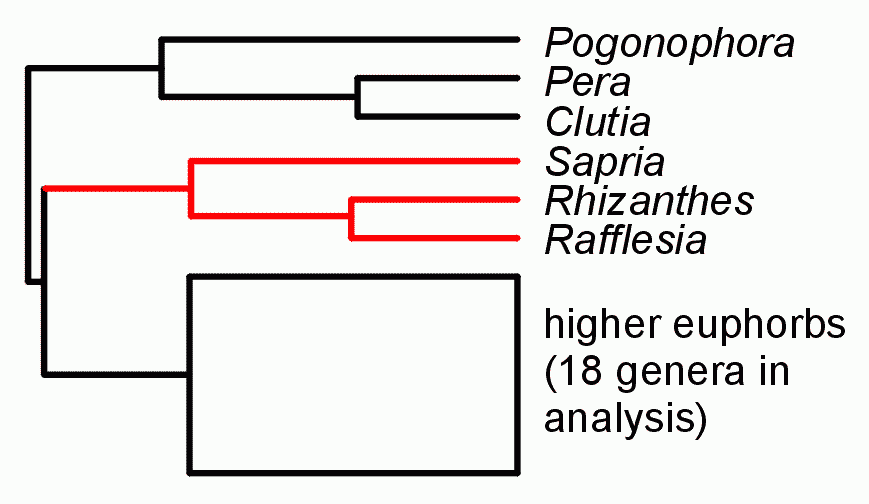
Giả thuyết mới cho rằng Rafflesiaceae có nguồn gốc từ trong họ Đại kích (Euphorbiaceae). Họ Rafflesiaceae được vẽ bằng màu đỏ, họ Euphorbiaceae màu đen (vẽ lại từ Davis và ctv., 2007).

Các công trình sớm hơn về các mối quan hệ ở bậc cao đã có khả năng đặt họ Rafflesiaceae (theo nghĩa hẹp) vào trong bộ Malpighiales, nhưng đã không thể giải quyết được vấn đề tổ tiên gần gũi nhất trong phạm vi bộ này. Phân tích phát sinh loài gần đây đã tìm thấy sự ủng hộ mạnh mẽ cho giả thuyết cho rằng họ Rafflesiaceae có nguồn gốc từ trong họ họ Đại kích (Euphorbiaceae), một điều gây ngạc nhiên do các thành viên khác của họ Đại kích thông thường có hoa rất nhỏ. Theo phân tích của họ, tỷ lệ tiến hóa của kích thước hoa đã ở mức độ nhiều hay ít chỉ xấp xỉ là một hằng số trong cả họ, ngoại trừ vào lúc khởi nguyên họ Rafflesiaceae – một thời kỳ khoảng 46 triệu năm tính từ khi nhóm này tách ra khỏi các loài trong họ Euphorbiaceae và khi các loài trong họ Rafflesiaceae đang tồn tại tách ra khỏi nhau – khi mà hoa tiến hóa rất nhanh để trở nên lớn hơn rất nhiều trước khi quay lại với tốc độ thay đổi chậm hơn. Nếu giả thuyết này được xác nhận thì để đảm bảo tính đơn ngành của họ Euphorbiaceae hoặc là người ta phải tách nhánh cơ sở (các chi Pogonophora, Pera, và Clutia trong mô hình trên) ra khỏi họ Đại kích, hoặc họ Rafflesiaceae phải bị hạ cấp xuống thành phân họ trong phạm vi họ Đại kích.